# Étienne Dusevel
Étienne Dusevel est un homme politique français né le 11 avril 1881 à Doullens (Somme) et décédé le 11 novembre 1950 à Doullens.

## Biographie
Fils d'Octave Dusevel, député de la Somme, il est conseiller municipal de Doullens, conseiller général et député de la Somme de 1909 à 1914, siégeant sur les bancs radicaux. Battu en 1914, il est nommé secrétaire général du Territoire de Belfort de 1915 à 1919.

## Sources
- « Étienne Dusevel », dans le Dictionnaire des parlementaires français (1889-1940), sous la direction de Jean Jolly, PUF, 1960 [détail de l’édition]